# Estación de Mislata Almassil
Mislata Almassil es una estación de las líneas 3, 5 y 9 de Metrovalencia que se encuentra en la avenida Gregorio Gea, en el municipio de Mislata. 

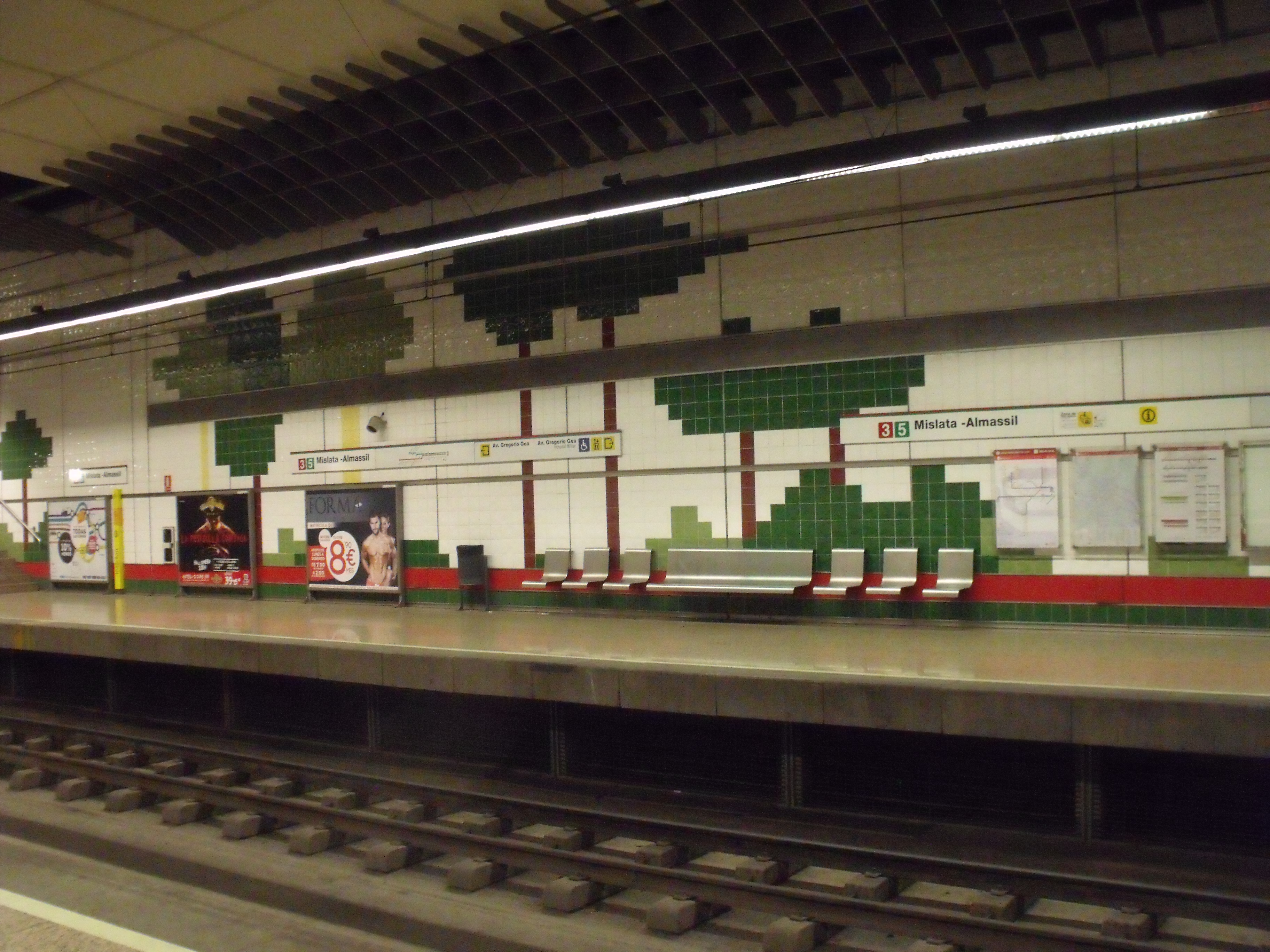
Andenes de la estación

La estación consta de dos vías entre dos andenes y se accede a ella a través de dos accesos.
Es la estación más cercana al Hospital Militar Vázquez Bernabéu.
Fue estación terminal de la línea 3 hasta la prolongación al aeropuerto de la línea 5 en el año 2007.